# Megachile pyrenaica
abeille maçonne des hangars
Espèce
Megachile pyrenaica est une espèce d'abeilles du genre Megachile. Ses noms vernaculaires en français sont abeille maçonne des hangars ou chalicodome des hangars.

## Présentation
Décrite par Lepeletier, elle est étudiée par Jean-Henri Fabre et est citée dans sa prestigieuse correspondance avec Charles Darwin. 
En 2019, alors que l'espèce avait été observée que très rarement en France depuis un demi-siècle, des nids sont découverts dans la Drôme, ce qui est interprété comme un signe d'amélioration de la situation de la biodiversité locale.
Cependant l'insecte a été à de nombreuses reprises observé, photographié et formellement identifié en France par des entomologistes professionnels comme en mai 2007 à Lavilledieu 07170, ou encore comme en 2004, 2012 ou 2015 par Genoud David, Praz Christophe et Auber Matthieu .